# (16422) 1988 BT3
(16422) 1988 BT3 est un astéroïde de la ceinture principale d'astéroïdes découvert en 1988.

## Description
(16422) 1988 BT3 a été découvert le 18 janvier 1988 à l'observatoire de La Silla, au Chili, par Henri Debehogne.

### Caractéristiques orbitales
L'orbite de cet astéroïde est caractérisée par un demi-grand axe de 2,30 UA, un périhélie de 2,03 UA, une excentricité de 0,12 et une inclinaison de 5,55° par rapport à l'écliptique. Du fait de ces caractéristiques, à savoir un demi-grand axe compris entre 2 et 3,2 UA et un périhélie supérieur à 1,666 UA, il est classé, selon la JPL Small-Body Database, comme objet de la ceinture principale d'astéroïdes.

### Caractéristiques physiques
(16422) 1988 BT3 a une magnitude absolue (H) de 14,8 et un albédo estimé à 0,361.